# Arrondissement de Quimper
L'arrondissement de Quimper est un arrondissement français situé dans le département du Finistère et la Bretagne.

## Composition

### Composition avant 2015

Délimitation avant 2017.

L'arrondissement de Quimper comprend les cantons suivants (découpage d'avant 2015) :
- canton d'Arzano ;
- canton de Bannalec ;
- canton de Briec ;
- canton de Concarneau ;
- canton de Douarnenez ;
- canton de Fouesnant ;
- canton de Guilvinec ;
- canton de Plogastel-Saint-Germain ;
- canton de Pont-Aven ;
- canton de Pont-Croix ;
- canton de Pont-l'Abbé ;
- canton de Quimper-1 ;
- canton de Quimper-2 ;
- canton de Quimper-3 ;
- canton de Quimperlé ;
- canton de Rosporden ;
- canton de Scaër.

### Découpage communal depuis 2015
Depuis 2015, le nombre de communes des arrondissements varie chaque année soit du fait du redécoupage cantonal de 2014 qui a conduit à l'ajustement de périmètres de certains arrondissements, soit à la suite de la création de communes nouvelles. Le nombre de communes de l'arrondissement de Quimper est ainsi de 82 en 2015, 81 en 2016 et 84 en 2017.
La composition de l'arrondissement est modifiée par l'arrêté du 1er décembre 2016 entrant en vigueur le 1er janvier 2017.
Au 1er janvier 2024, l'arrondissement groupe les 84 communes suivantes :
1. Arzano
2. Audierne
3. Bannalec
4. Baye
5. Bénodet
6. Beuzec-Cap-Sizun
7. Briec
8. Cléden-Cap-Sizun
9. Clohars-Carnoët
10. Clohars-Fouesnant
11. Combrit
12. Concarneau
13. Confort-Meilars
14. Douarnenez
15. Edern
16. Elliant
17. Ergué-Gabéric
18. La Forêt-Fouesnant
19. Fouesnant
20. Gouesnach
21. Goulien
22. Gourlizon
23. Guengat
24. Guiler-sur-Goyen
25. Guilligomarc'h
26. Guilvinec
27. Île-de-Sein
28. Île-Tudy
29. Le Juch
30. Kerlaz
31. Landrévarzec
32. Landudal
33. Landudec
34. Langolen
35. Locronan
36. Loctudy
37. Locunolé
38. Mahalon
39. Melgven
40. Mellac
41. Moëlan-sur-Mer
42. Névez
43. Penmarch
44. Peumerit
45. Pleuven
46. Plobannalec-Lesconil
47. Plogastel-Saint-Germain
48. Plogoff
49. Plogonnec
50. Plomelin
51. Plomeur
52. Plonéis
53. Plonéour-Lanvern
54. Plouhinec
55. Plovan
56. Plozévet
57. Pluguffan
58. Pont-Aven
59. Pont-Croix
60. Pont-l'Abbé
61. Pouldergat
62. Pouldreuzic
63. Poullan-sur-Mer
64. Primelin
65. Quéménéven
66. Querrien
67. Quimper
68. Quimperlé
69. Rédené
70. Riec-sur-Bélon
71. Rosporden
72. Saint-Évarzec
73. Saint-Jean-Trolimon
74. Saint-Thurien
75. Saint-Yvi
76. Scaër
77. Tourch
78. Treffiagat
79. Tréguennec
80. Trégunc
81. Tréméoc
82. Tréméven
83. Tréogat
84. Le Trévoux

## Démographie
En 2022, l'arrondissement comptait 331 722 habitants.
| 1968    | 1975    | 1982    | 1990    | 1999    | 2006    | 2011    | 2016    | 2021    |
| ------- | ------- | ------- | ------- | ------- | ------- | ------- | ------- | ------- |
| 269 165 | 277 307 | 284 749 | 290 418 | 296 012 | 310 442 | 316 988 | 322 740 | 329 393 |

| 2022    | - | - | - | - | - | - | - | - |
| ------- | - | - | - | - | - | - | - | - |
| 331 722 | - | - | - | - | - | - | - | - |